# Brabourne Lees
Brabourne Lees es un pueblo del distrito de Ashford, en el condado de Kent (Inglaterra). Parte de él está ubicado dentro del límite parroquial de Brabourne y otra en Smeeth.

## Geografía
Según la Oficina Nacional de Estadística británica, Brabourne Lees tiene una superficie de 0,61 km².

## Demografía
Según el censo de 2001, Brabourne Lees tenía 1517 habitantes (48,25% varones, 51,75% mujeres) y una densidad de población de 2486,89 hab/km². El 19,45% eran menores de 16 años, el 70,8% tenían entre 16 y 74 y el 9,76% eran mayores de 74. La media de edad era de 42,18 años.
El 93,73% eran originarios de Inglaterra y el 2,64% de otras naciones constitutivas del Reino Unido, mientras que el 0,66% eran del resto de países europeos y el 2,97% de cualquier otro lugar. Según su grupo étnico, el 99,01% de los habitantes eran blancos, el 0,26% mestizos, el 0,33% asiáticos, el 0,2% negros y el 0,2% de cualquier otro salvo chinos. El cristianismo era profesado por el 79,16%, el budismo por el 0,2%, el hinduismo por el 0,2%, el judaísmo por el 0,46% y cualquier otra religión, salvo el islam y el sijismo, por el 0,4%. El 12,73% no eran religiosos y el 6,86% no marcaron ninguna opción en el censo.
Del total de habitantes con 16 o más años, el 19,07% estaban solteros, el 64,48% casados, el 1,72% separados, el 5,65% divorciados y el 9,08% viudos. Había 599 hogares con residentes, de los cuales el 19,06% estaban habitados por una sola persona, el 5,85% por padres solteros con o sin hijos dependientes, el 49,5% por parejas casadas y el 5,69% sin casar, con o sin hijos dependientes en ambos casos, el 13,04% por jubilados y el 6,85% por otro tipo de composición. Además, había 7 hogares sin ocupar.